# Cyprinella proserpina
Cyprinella proserpina és una espècie de peix cipriniforme de la família dels ciprínids que es troba a Texas (Estats Units) i Coahuila de Zaragoza (Mèxic). Els mascles poden assolir els 7,5 cm de longitud total.